# 欧米茄工作坊

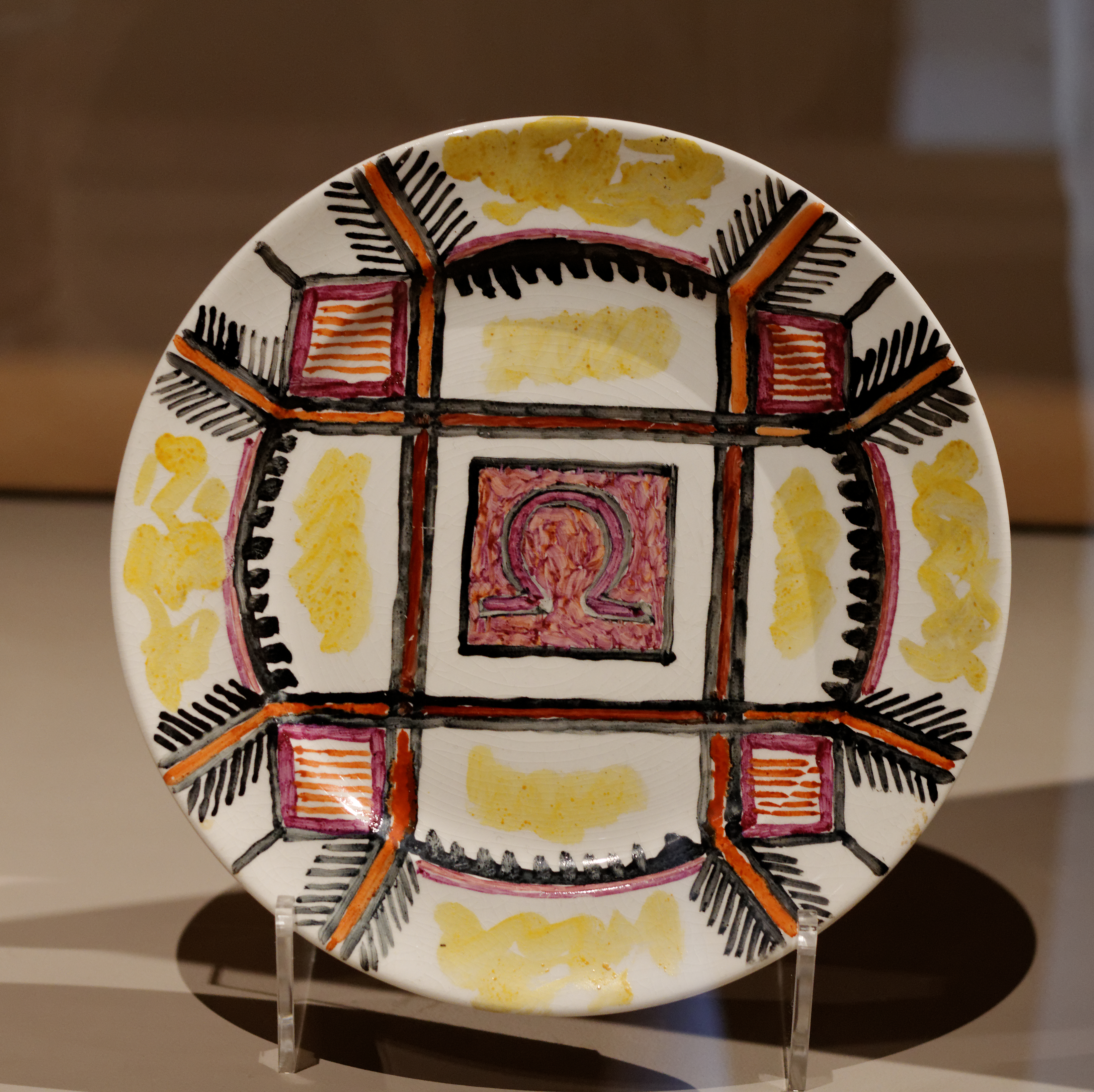
欧米茄设计的盘子

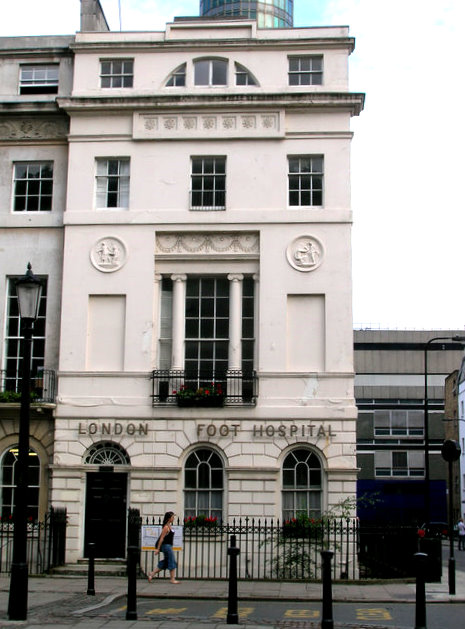
菲茨罗伊广场33号 (1929-2003曾为伦敦足科医院)

欧米茄工作坊（Omega Workshops）是由布卢姆茨伯里派成员创立于1913年7月的设计企业。 它位于伦敦菲茨罗伊广场33号，成立的初衷是为布卢姆茨伯里精神的精髓提供图形的表达。工作坊还与贺加斯出版社（Hogarth Press）密切相关。艺术家和评论家罗杰·弗莱是该项目的主要负责人，他认为艺术家可以设计、制作和销售自己的作品，作家也可以成为自己的印刷商和出版商。 公司的董事是罗杰·弗莱、邓肯·格兰特和 瓦妮莎·贝尔